# Îlet Jean-Pierre
L' îlet Jean-Pierre est un îlet situé sur le fleuve Oyapock dans la commune de Camopi en Guyane.